# Ceinture Pichard

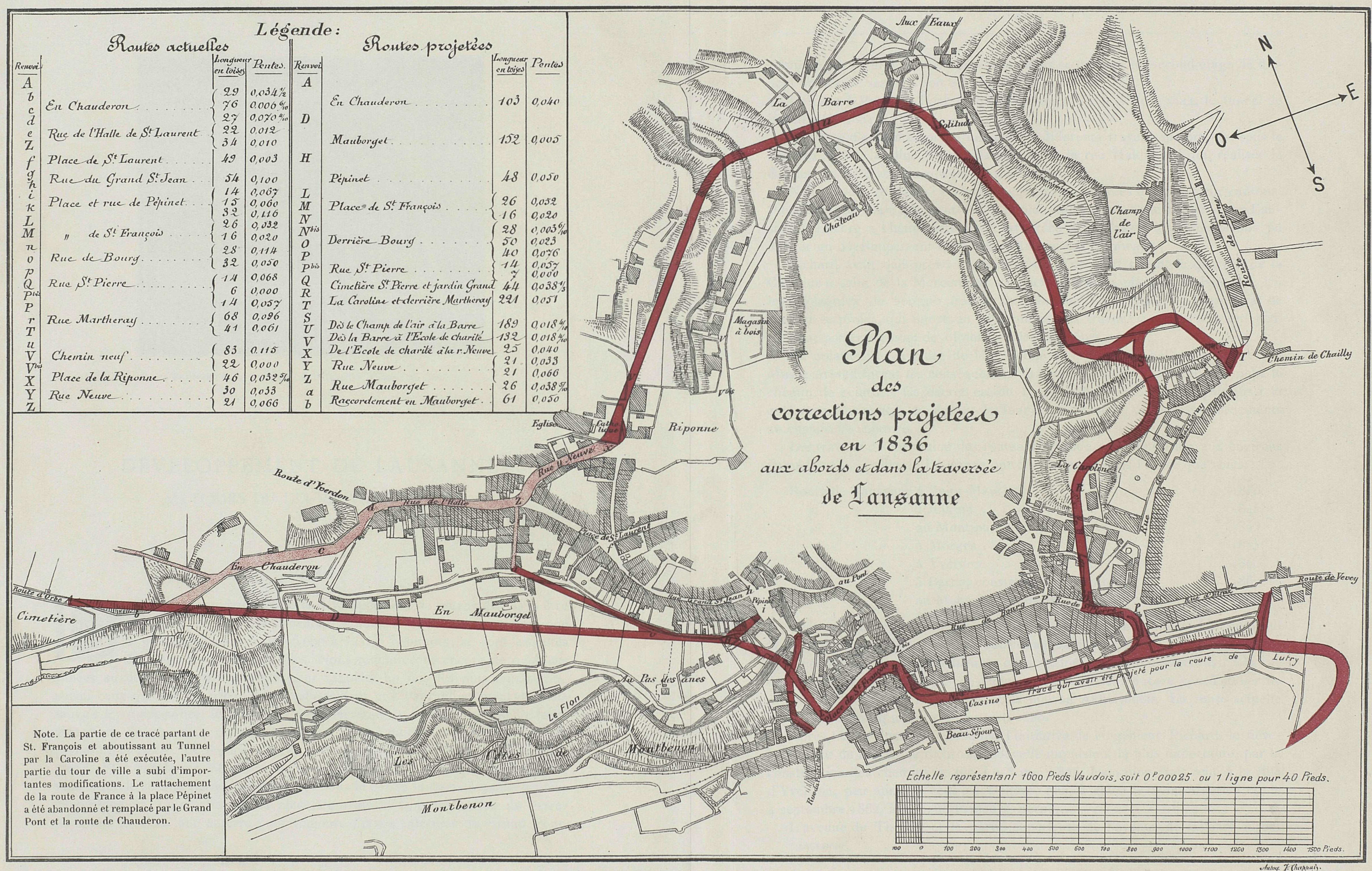
Projet du tracé de la « ceinture Pichard » de 1836.

La ceinture Pichard est le nom sous lequel est connu un ensemble de voies imaginé par l'ingénieur cantonal Adrien Pichard, formant une boucle autour de la cité médiévale de Lausanne, en Suisse, et dont la construction a permis au XIXe siècle de faciliter l'accès à la ville et sa traversée.

## Contexte
Lausanne est construite sur trois collines séparées par les vallons de deux rivières, la Louve et le Flon, qui confèrent à la ville un relief très accidenté. Au début du XIXe siècle, la création de routes et le développement de la ville s'en trouvent limités. Pourtant, la circulation est déjà dense à cette époque : en 1835, plus de 100 véhicules attelés traversent quotidiennement la ville (voire jusqu'à 500 selon la saison à la rue de Bourg) par des rues étroites et tortueuses et en devant négocier des virages à angle droit.
L'ingénieur cantonal Adrien Pichard cherche donc des solutions pour relier la route de Berne à celle d'Yverdon mais se rend compte que la topographie de la ville rend toute amélioration des chemins existants impossible. Il propose donc, dès 1835, de contourner la cité médiévale grâce à une série de routes à faible dénivelé formant une boucle, sur lesquelles viendraient se brancher les principales voies de communication vers l'Italie, la France et l'Allemagne. Cette ceinture routière, située alors hors des murs de la ville, nécessite en outre la construction de deux ouvrages d'art : un pont au-dessus du vallon du Flon et un tunnel sous la « Barre », un éperon molassique de quelques dizaines de mètres liant la colline du Signal à la colline de la Cité,,,.

## Création de la ceinture
Le 19 décembre 1836, le Grand Conseil ratifie une convention entre la ville de Lausanne et le canton. Elle détermine la construction de routes cantonales aux abords de Lausanne et la traversée occidentale de la ville. Le chantier débute en 1836 et se terminera vers 1861. La ceinture peut être divisée en quatre tronçons :
- Le tronçon septentrional de la ceinture comprend la route allant de la Barre à Marterey par la Caroline (actuelle rue Dr-César-Roux), percée entre 1838 et 1841, le tunnel de la Barre, percé en tranchée entre 1851 et 1855, et le raccordement créé entre 1861 et 1864 avec la place de la Riponne (actuelle rue du Tunnel).
- Le tronçon occidental comprend le Grand-Pont, construit entre 1836 et 1844, et son prolongement, entre 1838 et 1845, par les rues du Grand-Pont et des Terreaux jusqu'à la place Chauderon en passant par Bel-Air. Il est complété vers 1861 par le percement de la rue Haldimand, qui relie les places de la Riponne et Bel-Air.
- Le tronçon méridional comprend la route allant de Saint-Pierre à la place Saint-François en passant par Derrière-Bourg (actuelle avenue Benjamin-Constant), percée entre 1845 et 1849, et la traversée de la place Saint-François, progressivement optimisée entre 1847 et 1863.
- Le tronçon oriental comprend la route allant de la Caroline et de Marterey à Saint-Pierre, construite entre 1840 et 1844[6].

La route venant de Berne se branche ainsi à la ceinture au niveau de la Caroline en passant par la place de l'Ours. Le trafic venant de France la rejoint par la place Chauderon et celui venant d'Italie par Saint-Pierre/Derrière-Bourg. la création de la ceinture Pichard entraîne la création de nouvelles voies pour y accéder, notamment en direction de Prilly, Cheseaux-sur-Lausanne, Romanel-sur-Lausanne, Morges, Vevey et Moudon.

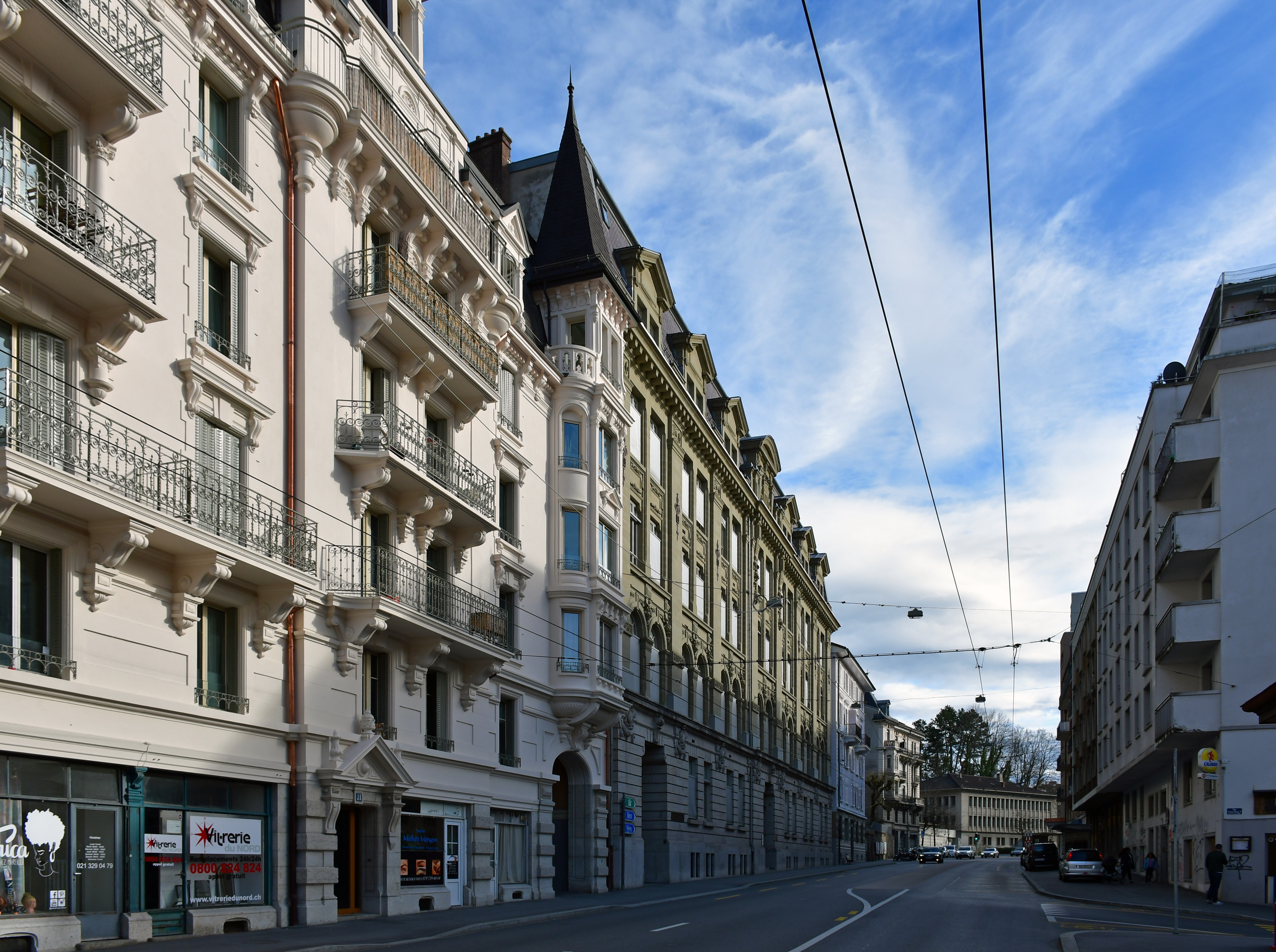
La rue César-Roux, qui relie la Caroline et le tunnel de la Barre.
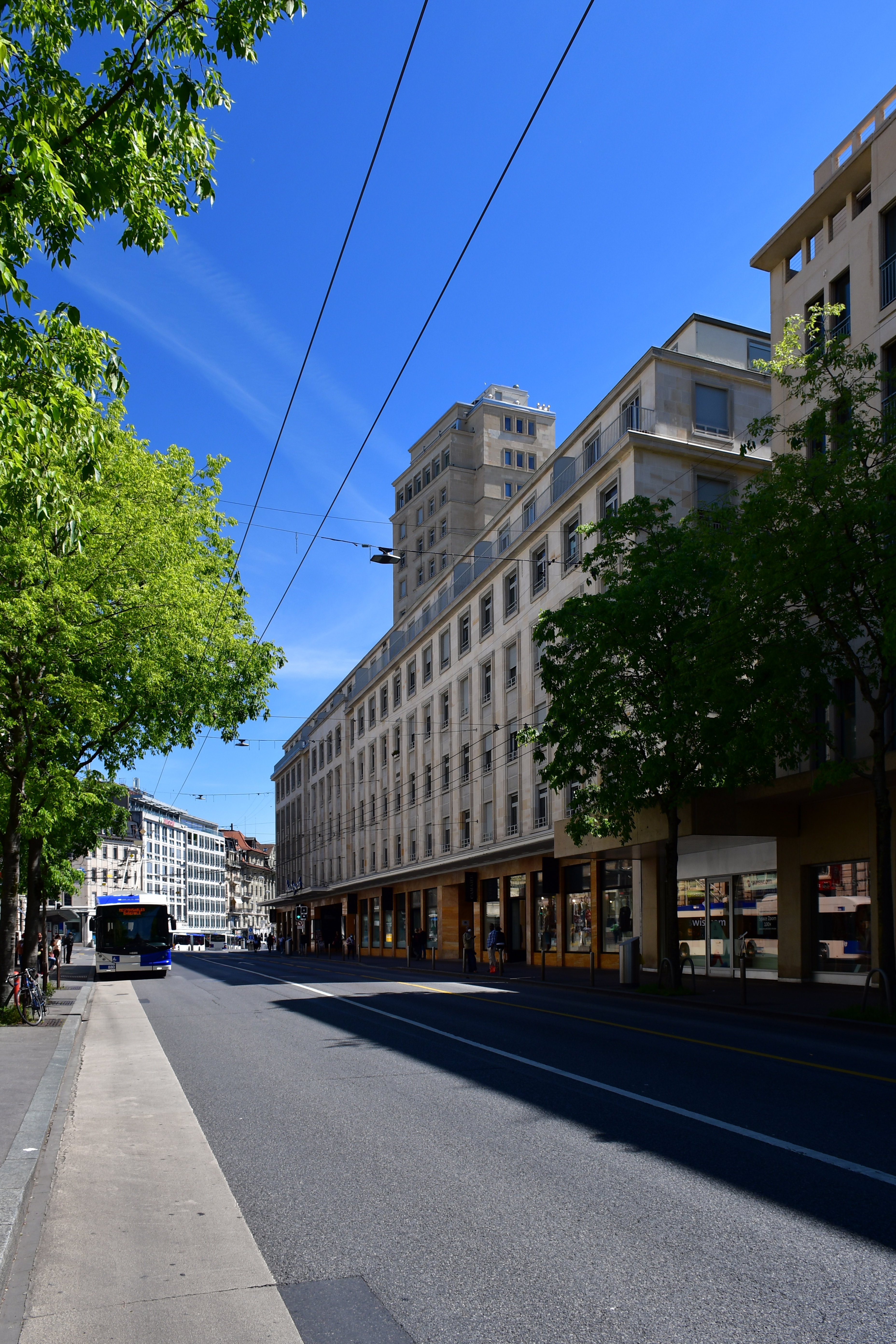
La rue des Terreaux, qui joint la place Bel-Air et la place Chauderon.
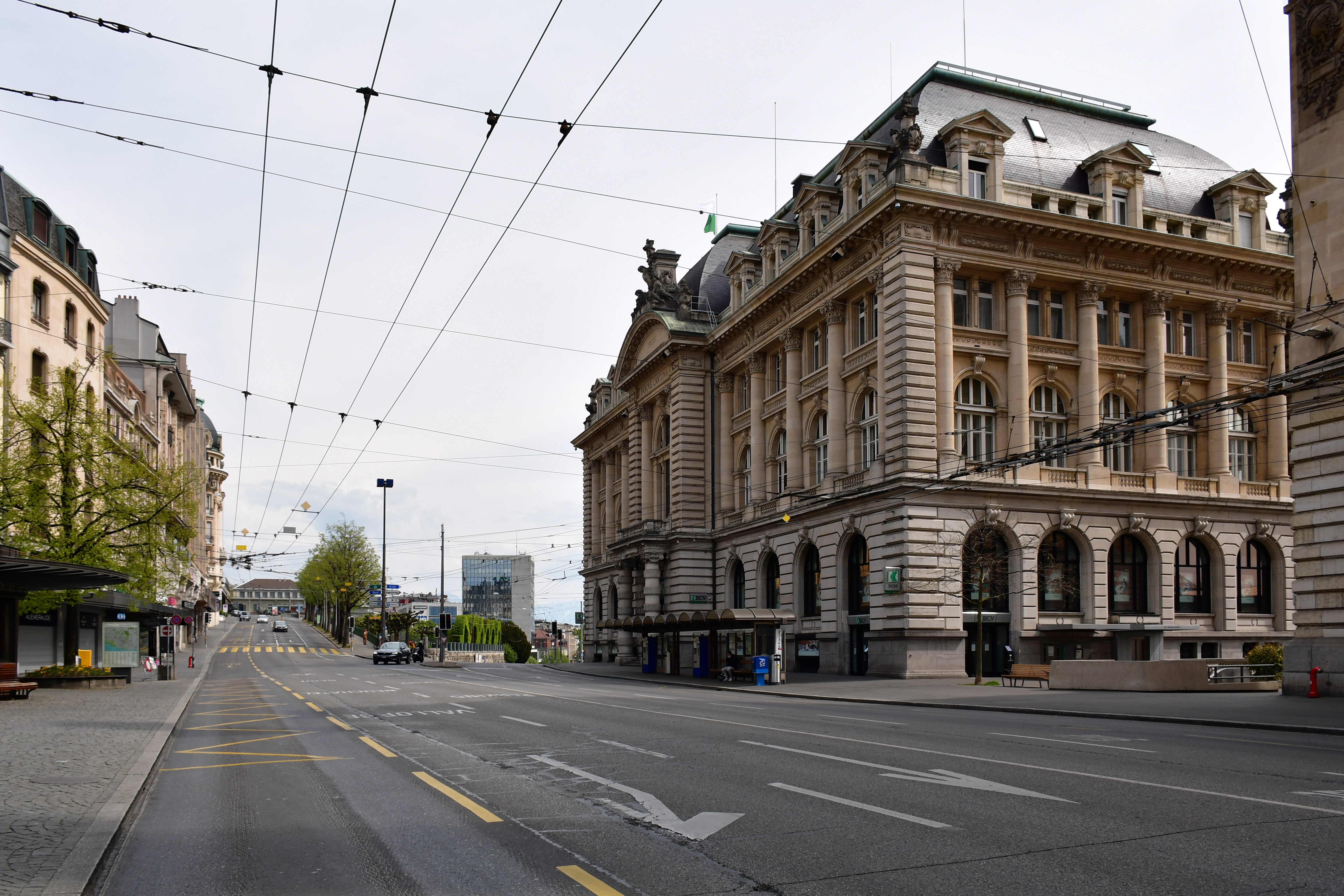
La place Saint-François et l'avenue Benjamin-Constant qui monte au second plan en direction de Saint-Pierre.

### Grand-Pont
Pichard suit les premières années du chantier mais, malade, meurt en plein travail, le 25 juillet 1841. Après sa mort, son adjoint William Fraisse lui succède au poste d'ingénieur cantonal. L'achèvement du pont est confié à l'architecte Henri Perregaux ; il est opérationnel en 1844. Ce pont à niveau que Pichard avait projeté et dont il avait dessiné les plans, traversant la vallée du Flon entre la place Bel-Air et la place Saint-François, prend son nom pendant quelques années, avant d'être renommé Grand-Pont quelques années plus tard.

### Tunnel de la Barre
Le tunnel de la Barre est creusé entre 1851 et 1855 par l’ingénieur Victor Dériaz et l’architecte Georges Krieg qui reprennent les rênes du projet après la mort de Pichard en 1841.

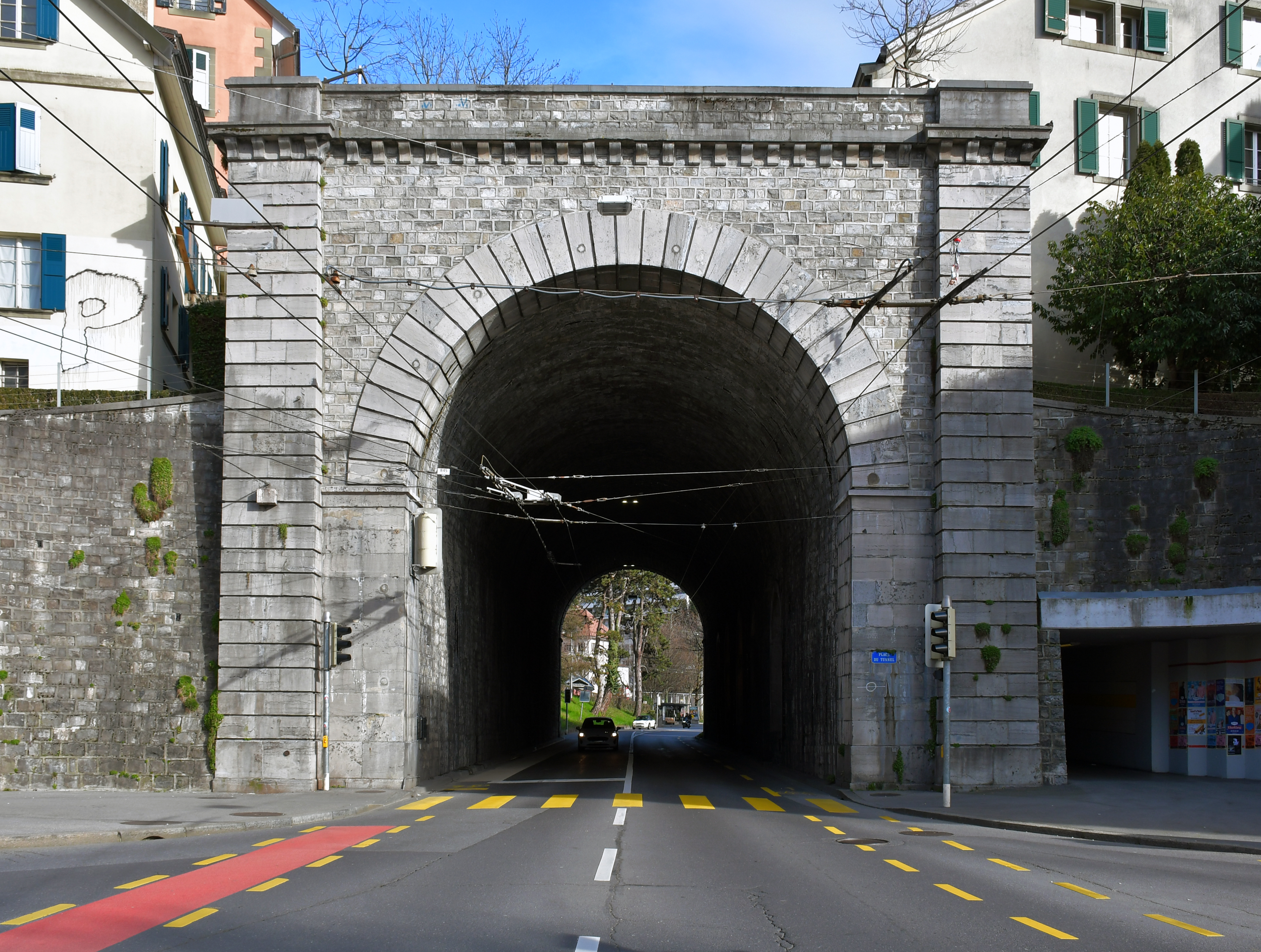
Le tunnel de la Barre.
Le Grand-Pont vers 1885.
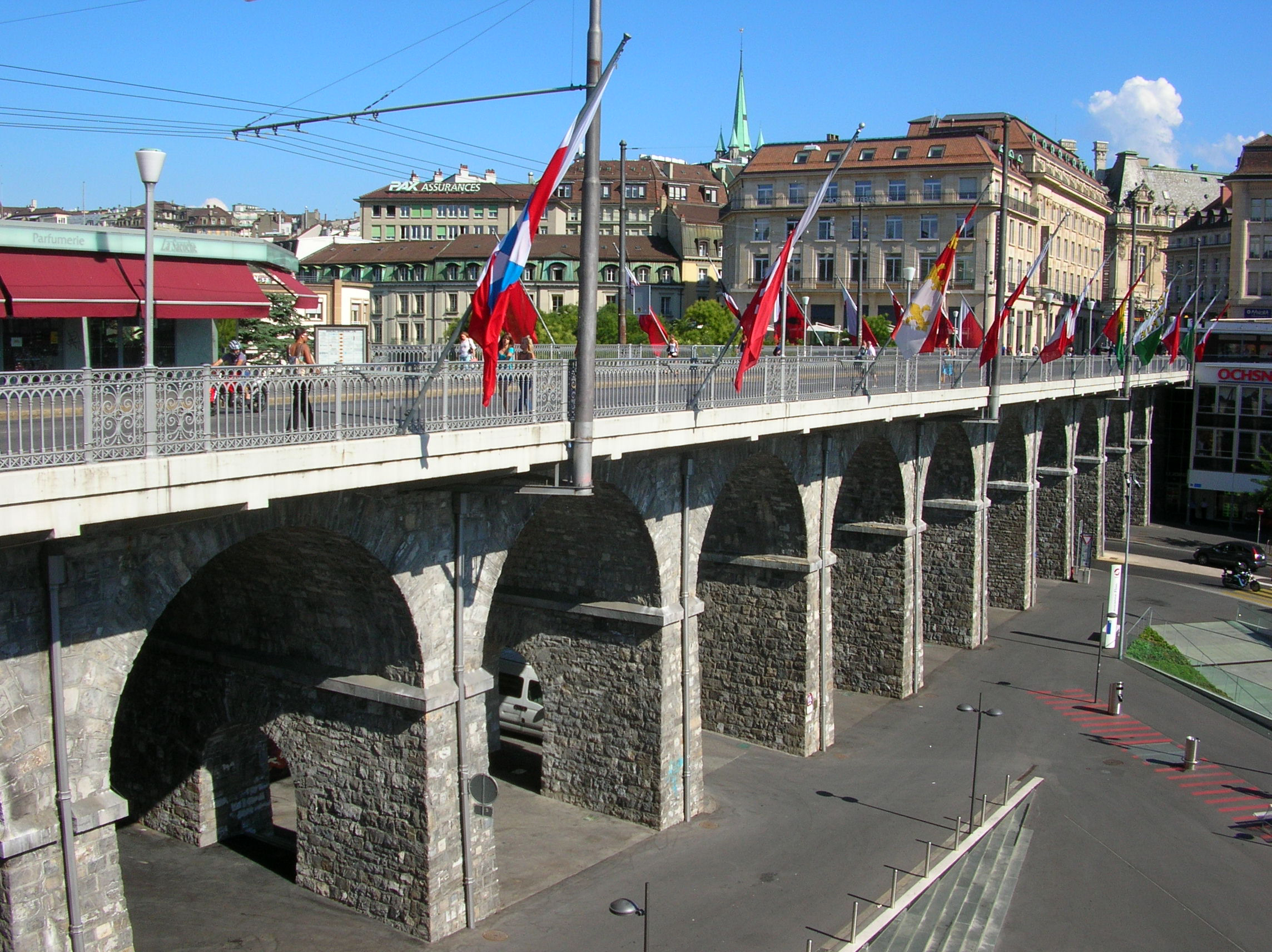
Le Grand-Pont en 2009.